# Sierra de Tezontlalpan

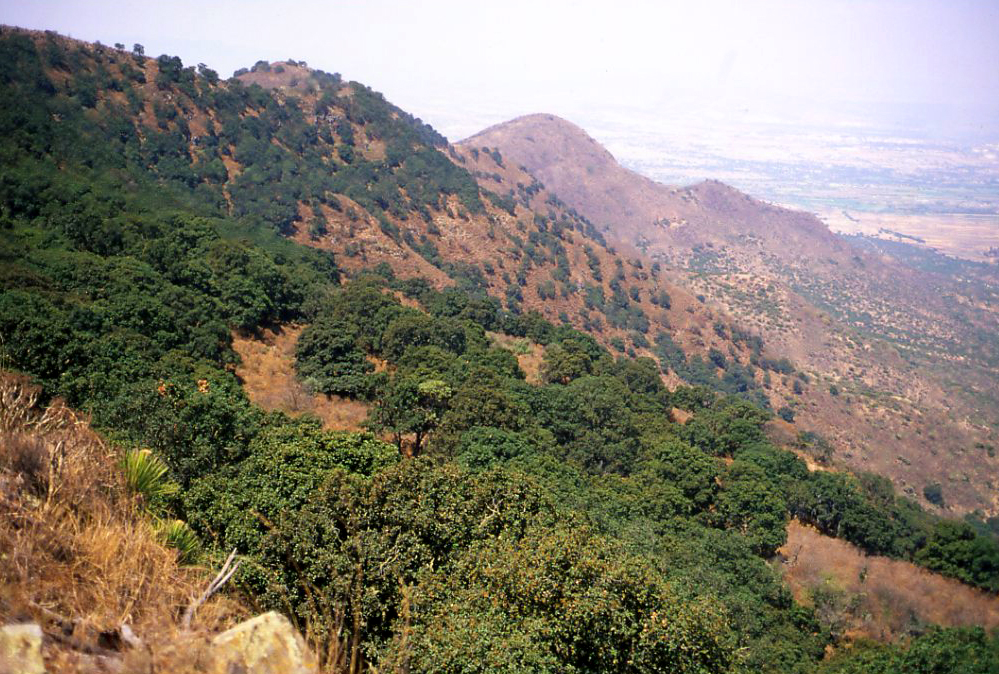
Sierra de Tezontlalpan.

La Sierra de Tezontlalpan es una formación orográfica que se localiza entre los límites de los estados mexicanos de México e Hidalgo. Forma parte del entorno geográfico de la cuenca de México y del valle del Mezquital. La deforestación del valle fue causada por la extracción de madera que se requería para las pedreras y las pedreras que extraen yacimientos de grava, cemento, cantera y cal.

## Localización
El área de la cordillera se ubica dentro de los municipios mexiquenses de Apaxco y Hueypoxtla, así como de los municipios hidalguenses de Atotonilco, Ajacuba, San Agustín Tlaxiaca y Tolcayuca.

## Medio ambiente
El entorno natural de la sierra de Tezontlalpan ha sido profundamente modificado por la presencia humana desde la época prehispánica. Antes del establecimiento de las primeras comunidades agrícolas en el valle de Mezquital, la sierra de Tezontlalpan presentaba extensiones importantes de bosque de encinos y bosque de pinos en la zona alta de la formación montañosa.